# Contenido manifiesto
Contenido manifiesto hace referencia según Sigmund Freud, y dentro del contexto psicoanalítico, a

Con esta expresión se designa el sueño antes de haber sido sometido a la investigación analítica, tal como se presenta al sujeto soñador que efectúa la narración del mismo. Por extensión se habla del contenido manifiesto de toda producción verbalizada (desde la fantasía a la obra literaria) que se intenta interpretar por el método analítico.